# Julius von Bodenhausen
Hans Julius Freiherr von Bodenhausen (* 30. Oktober 1840 in Leipzig; † 29. Mai 1915 in Friedrichroda) war ein deutscher Politiker und Mitglied des Reichstages.

## Leben und Wirken
Er stammte aus dem in den Freiherrenstand erhobenen Adelsgeschlecht von Bodenhausen und war der Sohn des Rittergutsbesitzers und preußischen Kammerherrn Hans Constantin Freiherr von Bodenhausen († 1861) zu Leipzig, Besitzer des Rittergutes Burgkemnitz und Neukemnitz.
Hans Julius Freiherr von Bodenhausen besuchte bis 1861 das Domgymnasium Naumburg und studierte anschließend Rechts- und Staatswissenschaften in Heidelberg und Berlin. 1861 wurde er Mitglied des Corps Guestphalia Heidelberg. Er war am Kammergericht Berlin und bei den Regierungen in Merseburg und Liegnitz beschäftigt sowie länger interimistisch mit der Verwaltung des Landratsamts Sprottau betraut. 1866 nahm er als Offizier am Deutschen Krieg teil. Im Jahr 1869 wurde er als Landwirt auf seinen Rittergütern Lebusa und Striesa. Von 1879 bis 1899 war er Landrat des Kreises Schweinitz.
1869 heiratete er Hedwig geb. von Koppy. Sie hatten drei Töchter.
Julius von Bodenhausen war 1879–1881 und 1889–1915 Mitglied des Preußischen Abgeordnetenhauses für den Wahlkreis Regierungsbezirk Merseburg 2. Dem Reichstag gehörte er 1871–1874 für den Wahlkreis Merseburg 2 (Wittenberg-Schweinitz) an. Er war Mitglied der Konservativen.
1899 wurde er als „Kanalrebell“ gemaßregelt. Die sog. „Kanalrebellion“ war ein aktiver Widerstand der Konservativen im Preußischen Abgeordnetenhaus gegen die Pläne Kaiser Wilhelms II. für den Bau des Mittellandkanals. Als Folge dieses Widerstandes ließ der Kaiser alle Landräte, die im Preußischen Abgeordnetenhaus saßen (und gegen seine Pläne opponierten), maßregeln.